# MrBeast
James Stephen Donaldson (* 7. května 1998 Wichita, Kansas), znám spíše jako MrBeast, je americký youtuber, internetová osobnost, podnikatel, filantrop. K lednu 2025 se celosvětově v počtu odběratelů na YouTube řadí na 1. místo. Považuje se za průkopníka žánru videí na YouTube, který se zaměřuje na drahé kaskadérské kousky. Založil firmy MrBeast Burger a Feastables, spoluvytvořil Team Trees, sbírku pro Arbor Day Foundation, která získala více než 23 milionů dolarů. Spoluzaložil také sbírku Team Seas pro Ocean Conservancy a The Ocean Cleanup, která získala přes 30 milionů dolarů.

## Raný život
Narodil se 7. května 1998 v americkém státě Kansas. Vyrůstal s bratrem Charlesem „C. J.“ Donaldsonem a sestrou ve městě Greenville, Severní Karolína. V roce 2016 dostudoval Greenville Christian Academy, soukromou střední školu v této oblasti. Krátce navštěvoval univerzitu East Carolina. Má Crohnovu nemoc, zánětlivý stav střev.

## YouTube kariéra

### Rané virální pokusy (2012–2017)

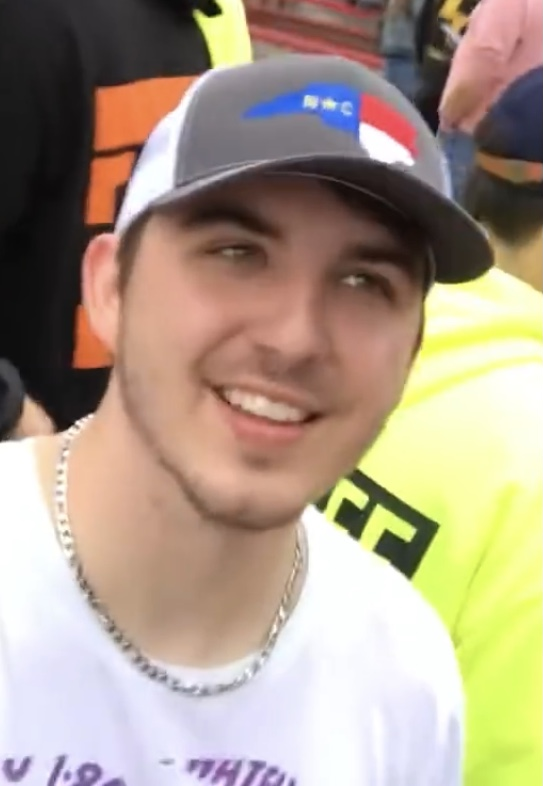
Chris Tyson, prominentní v mnoha jeho videích

První video na YouTube publikoval v únoru 2012, ve věku 13 let pod jménem „MrBeast6000“. Jeho počáteční obsah se skládal z let's playů (především Minecraftu a Call of Duty: Black Ops 2), videí odhadující bohatství ostatních youtuberů a videí, která nabízela tipy budoucím tvůrcům a komentáře k dramatu na YouTube. Během tohoto období sám málo ve svých videích odhaloval tvář. V červenci 2013 byl počet odběratelů jeho kanálu, který se tehdy jmenoval „That-dude“, kolem 240.
V letech 2015 a 2016 si začal získávat popularitu díky své sérii videí „nejhorší intra“, která završovala a tropila legraci z představení youtuberů, které na webu objevil. V polovině roku 2016 měl kolem 30 tisíc odběratelů. Na podzim 2016 opustil Univerzitu East Carolina, aby se mohl věnovat kariéře na plný úvazek jako youtuber. Jeho matka s tím nesouhlasila a přiměla ho odstěhovat se z rodinného domu.
Jak se jeho kanál rozrůstal, mohl najmout čtyři své kamarády z dětství, Chrise Tysona, Chandlera Hallowa, Garretta Ronaldse a Jakea Franklina, aby pracovali pro něj a pro jeho kanál, což vedlo k tomu, že se pravidelně objevovali v jeho videích. Poté kontaktovali řadu youtuberů, aby získali analytiky jejich úspěšných videí a zkoumali systém doporučování videí na YouTube.

### Vzestup ke slávě (2017–2020)
V lednu 2017 zveřejnil téměř celodenní stream, na kterém počítá do 100 tisíc. Počítání mu trvalo 40 hodin, přičemž některé části byly zrychleny tak, aby „udrželi délku streamu pod 24 hodin“. Další video s názvem „Počítání do 200 tisíc (Road to a Mil)“ bylo nahráno následující měsíc, i když i to muselo být podle něj urychleno, protože celých 55 hodin počítání přesáhlo limit YouTube pro nahrávání. V tomto období si také získal popularitu díky kaskadérským kouskům, jako je pokus o rozbití skla pomocí stovky megafonů, sledování barvy schnoucí hodinu, pokus zůstat pod vodou 24 hodin (což skončilo selháním kvůli zdravotním problémům) a neúspěšný pokus otáčet fidget spinnerem jeden den. Do roku 2018 daroval 1 milion dolarů prostřednictvím svých výstředních kaskadérských kousků, což mu vyneslo titul „největšího filantropa na YouTube“.
V roce 2018, během soutěže PewDiePie vs. T-Series o nejodebíranější kanál, koupil billboardy, četné reklamy a rozhlasové reklamy, aby pomohl PewDiePie získat více odběratelů než T-Series. Během zápasu Super Bowl LIII koupil několik míst pro sebe a svůj tým, který měl trička s nápisem: „Sub 2 PewDiePie.“
V březnu 2019 ve spolupráci s Apex Legends zorganizoval a natočil skutečnou soutěž battle royale v Los Angeles s cenou $200 000 (byly odehrány 2 hry, takže herní výdělky $100 000 za každou hru). Událost a cenový fond sponzorovalo vydavatelství Apex Legends Electronic Arts.
Ve videu z listopadu 2019 byl obviněn z používání padělaných peněz. Později vysvětlil, že použil falešné peníze ke zmírnění potenciálních bezpečnostních rizik způsobených návalem lidí, kteří se dožadovali získat peníze zdarma, a tvrdil, že padělané bankovky poté všem vyměnil za skutečný šek.
V dubnu 2020 vytvořil soutěžní stream kámen, nůžky, papír, který zahrnoval 32 influencerů a hlavní cenu $250 000. Stream se stal nejsledovanější živou akcí na YouTube s 662 tisíci diváky. Cenu nakonec vyhrál americký hráč Nadeshot. V říjnu 2020 vytvořil další influencerský turnaj s 24 soutěžícími s hlavní cenou $300 000. Turnaj nakonec vyhrála rodina D'Amelio, což vyvolalo kontroverzi kvůli tvrzení, že podváděli.

### Zisky (2021–současnost)
Dne 1. ledna 2021 vydal video s názvem „YouTube Rewind 2020, Thank God It's Over“. Již dříve v listopadu 2020 řekl, že natočí Rewind několik dní poté, co YouTube oznámil, že žádné takové video nenatočí. Ve videu řekl, že vždy věřil, že youtubeři „by měli více mluvit v Rewindu“, a s ohledem na to se rozhodl povolat „stovky youtuberů“. Na konci videa pokřikuje na PewDiePie a uvádí jej a jeho 2018 Rewind jako inspiraci pro Donaldson's Rewind (oba Rewindy s editory FlyingKitty, Dolan Dark a Grandayy a píseň od Party in Backyard).
V únoru 2021 se objevil jako host v aplikaci Clubhouse, což způsobilo její zhroucení. O měsíc později podepsal smlouvu s Jellysmackem, která společnosti umožňuje výhradně řídit distribuci jeho video obsahu na Snapchat a Facebook.
V listopadu 2021 nahrál rekreaci televizního seriálu Squid Game (Hra na oliheň) o přežití ve skutečném životě, ve kterém 456 lidí soutěžilo o peněžní cenu $456 000 bez násilí. Video má k 5. březnu 2023 více než 379 milionů zhlédnutí, což z něj dělá jeho nejsledovanější video na YouTube a také jedno z nejsledovanějších videí roku 2021.
V prosinci 2021 vytvořil třetí influencerský turnaj s 15 soutěžícími s hlavní cenou 1 milion dolarů. Turnaj se konal osobně na stadionu SoFi v Inglewoodu v Kalifornii a soutěž se skládala ze dvou kol. První kolo turnaje představovalo 10 různých výzev mezi 15 soutěžícími a druhé kolo představovalo 10 výherců z prvního kola soutěžících v soutěži na schovávanou. Turnaj nakonec vyhrál Zach King.
V lednu 2022 jej časopis Forbes označil jako nejvíce vydělávajícího tvůrce YouTube, který v roce 2021 vydělal odhadem 54 milionů dolarů. Forbes také uvedl, že jeho příjem v roce 2021 by ho umístil na 40. místo v žebříčku 2020 Forbes Celebrity 100, vydělával by stejné množství peněz jako Vin Diesel a Lewis Hamilton. Dne 28. července 2022 přesáhl jeho hlavní YouTube kanál hranici 100 milionů odběratelů.
V listopadu 2022 se stal jeho kanál na platformě YouTube nejodebíranějším ze samostatných tvůrců, když překonal hranici 112 milionů odběratelů, a překonal tak v počtu odběratelů švédského youtubera PewDiePie. V říjnu 2023 překonal jako druhý YouTube kanál v historii platformy hranici 200 milionů odběratelů. V červnu 2024 se jeho kanál stal největším kanálem na celé platformě YouTube a v červenci 2024 pak již jako první kanál v historii platformy dosáhl hranice 300 milionů odběratelů. V průběhu léta 2024 se zároveň stal předmětem několika kontroverzí, když byl například kritizován za údajnou propagaci hazardu.

## Ocenění a nominace
| Rok  | Cena                      | Kategorie                                             | Výsledek  | Ref.          |
| ---- | ------------------------- | ----------------------------------------------------- | --------- | ------------- |
| 2019 | 9th Streamy Awards        | Breakout Creator                                      | Vyhrál    | [ 54 ]        |
| 2019 | 9th Streamy Awards        | Obsazení souboru                                      | Nominován | [ 54 ]        |
| 2019 | 9th Streamy Awards        | Tvůrce roku                                           | Nominován | [ 54 ]        |
| 2020 | 12th Annual Shorty Awards | Youtuber roku                                         | Vyhrál    | [ 55 ] [ 56 ] |
| 2020 | 10th Streamy Awards       | Tvůrce roku                                           | Vyhrál    | [ 55 ] [ 56 ] |
| 2020 | 10th Streamy Awards       | Živý speciál                                          | Vyhrál    | [ 55 ] [ 56 ] |
| 2020 | 10th Streamy Awards       | Společenské dobro: Tvůrce                             | Vyhrál    | [ 55 ] [ 56 ] |
| 2020 | 10th Streamy Awards       | Společenské dobro: Nezisková nebo nevládní organizace | Vyhrál    | [ 55 ] [ 56 ] |
| 2021 | 2021 Kids' Choice Awards  | Oblíbená mužská společenská hvězda                    | Nominován | [ 57 ]        |
| 2021 | 11th Streamy Awards       | Tvůrce roku                                           | Vyhrál    | [ 58 ]        |